# Канадське аерокосмічне агентство
Канадське аерокосмічне агентство (КАА, англ. Canadian Space Agency, CSA; фр. Agence spatiale canadienne, ASC) — національне космічне агентство Канади, засноване в 1990 році Законом про Канадське аерокосмічне агентство.
Президентом є Ліза Кемпбелл, яка зайняла цю посаду 3 вересня 2020 року. Агентство підзвітне міністру інновацій, науки та промисловості. Штаб-квартира КАА розташована в Космічному центрі імені Джона Х. Чепмена в Лонгуей, Квебек. Агентство також має офіси в Оттаві, Онтаріо, і невеликі офіси зв'язку в Х'юстоні, Вашингтон, округ Колумбія, і Париж.

## Історія
Витоки канадської програми дослідження верхніх шарів атмосфери та космічної програми можна простежити до кінця Другої світової війни. У період між 1945 і 1960 роками Канада здійснила низку малих ракет-носіїв і супутникових проєктів під егідою оборонних досліджень, включаючи розробку ракети Black Brant, а також серію передових досліджень, що вивчають як орбітальне рандеву, так і повторний вхід. У 1957 році вчені та інженери Канадського оборонного науково-дослідного телекомунікаційного закладу (DRTE) під керівництвом Джона Х. Чепмена розпочали проєкт, спочатку відомий просто як S-27 або проєкт Topside Sounder. Ця робота незабаром призведе до розробки першого канадського супутника, відомого як Alouette 1.
У 2023 році Канадське аерокосмічне агентство разом із Європейським космічним агентством (ЄКА) та в кооперації з НАСА і Агентством аерокосмічних досліджень Японії (JAXA) створили орбітальний рентгенівський телескоп XRISM (X-ray Imaging and Spectroscopy Mission), призначений для вивчення космосу за допомогою рентгенівської візуалізації та спектроскопії і має надати нові дані про розвиток найбільших структур у Всесвіті, розподіл матерії в космосі та формування галактик. 7 вересня 2023 року, відповідно до повідомлення інформаційного агентства «Кьодо» з посиланням на Агентство аерокосмічних досліджень Японії (JAXA), рентгенівський телескоп було успішно запущено в космічний простір разом із першим японським місячним посадковим модулем та місяцеходом SLIM.